# 와타즈카촌
와타즈카촌(綿塚村)은 야마나시현 히가시야마나시군에 있던 촌이다. 현재의 고슈시에 해당한다.

## 역사
- 1889년 7월 1일 - 정촌제 시행에 의해 근세이후의 와타즈카촌이 단독으로 지자체를 형성하였다.
- 1941년 8월 1일 - 야마촌, 오사데촌, 규소쿠촌과 합병해, 시노노메촌이 성립하여, 동일 와타즈카촌은 폐지되었다.

## 참고문헌
- 角川日本地名大辞典 19 山梨県